# 에키움
에키움(학명: Echium vulgare 에키움 불가레[*])은 지치과의 두해살이 또는 여러해살이 일임 식물이다. 중앙아시아에서 유럽에 이르는 지역에 분포한다.

## 종내 분류군
- E. v. subsp. argentae (Pau) Font Quer
- E. v. subsp. asturicum (Lacaita) Klotz
- E. v. subsp. pustulatum (Sm.) Em.Schmid & Gams